# HD127159
HD127159 — хімічно пекулярна зоря спектрального класу
A8 й має видиму зоряну величину в смузі V приблизно  9,7.

## Пекулярний хімічний склад
Зоряна атмосфера HD127159 має підвищений вміст 
Eu
.